# Fort George Canyon Park
Fort George Canyon Park är en park i Kanada.   Den ligger i provinsen British Columbia, i den centrala delen av landet, 3 400 km väster om huvudstaden Ottawa. Fort George Canyon Park ligger 548 meter över havet.
Terrängen runt Fort George Canyon Park är kuperad söderut, men norrut är den platt. Fort George Canyon Park ligger nere i en dal. Trakten runt Fort George Canyon Park är nära nog obefolkad, med mindre än två invånare per kvadratkilometer..
I omgivningarna runt Fort George Canyon Park växer i huvudsak blandskog.